# Franklin Strait
Franklin Strait är ett sund i Kanada.   Det ligger i territoriet Nunavut, i den nordöstra delen av landet, 3 100 km nordväst om huvudstaden Ottawa.